# ガラスの家
『ガラスの家』（ガラスのいえ）は、2013年9月3日から10月29日までNHKの「ドラマ10」で放送された日本のテレビドラマ。主演は本作が連続ドラマ初主演となる井川遥、脚本は大石静。

## あらすじ
22年前、フランスでの航空機事故で両親を失った玉木黎は、花を供えに訪れたブルターニュ地方のペニール岬で、同じ事故で妻を失い、男手一つで2人の息子を育て上げた澁澤一成と偶然出会う。事故以来、人生のどん底で笑うことも泣くことも抑え込み、寂しく生きてきた黎は、優しい言葉をかけてくれた一成に恋に落ち、やがて2人は結婚する。澁澤家の長男・仁志は、黎が家族の一員となってから、尊敬する父が嫉妬に駆られ独占欲を露わにする姿を目の当たりにし、また仕事に邁進してきた自分もまた生身の男であることを思い出し、それまで保たれてきた均衡が崩れ、まるでガラスのように脆くなったことを実感する。

## 登場人物

### 澁澤家
玉木黎（たまき れい） → 澁澤黎（しぶさわ れい）
演 - 井川遥
一成の後妻。14歳の時にフランスでの飛行機事故で両親を亡くし、寂しい青春時代を過ごしてきた。事故から22年後、初めて訪れた事故現場の岬で、同じく犠牲者遺族である一成と出会い、優しい声をかけてくれた彼と恋に落ち、結婚する。
幸せな家庭を作ろうと夢見ていたが、寛子の存在や仁志との急接近により、次第に一成との間に溝ができて行く。のちに仁志と思いを通じるが、その後は彼を拒否。ついに渋澤家を出ていく。その後、宅配便会社へ就職するが、寛子にフラワーアレンジメントの才能を見出され、彼女の紹介で生花店に勤め始める。
澁澤一成（しぶさわ かずなり）
演 - 藤本隆宏
黎の夫。財務省主計局長。次期財務次官の呼び声も高く、総理からの信頼も厚い。
22年前の飛行機事故で前妻・美由紀（写真：平良千春）を失い、男手一つで仁志と憲司を育ててきた。事故現場で出会った黎と恋に落ち、再婚する。仁志の黎への些細な視線や言葉に嫉妬を覚え、独占欲を感じていく。黎が家を出て行き、探し当てるが拒絶される。この事で2人への怒りが頂点に達し、復讐を企む。そしてその手始めとして自分の政策の邪魔となる村木に脱税の濡れ衣を着せて政党を弱体化させた上で村木を懐柔。仁志を徹底的に叩き潰して無職に追い込んだ。その後、財務次官に就任する。
澁澤仁志（しぶさわ ひとし）
演 - 斎藤工（幼少期：阿由葉朱凌）
一成の長男。7歳の時に母を亡くして以来男手ひとつで育ててくれた父を尊敬している。半年前に、黎と服屋で会ったことがあることを思い出す。
2004年に父と同じ財務省に入省し、現在は総合政策課課長補佐。公務員制度改革の必要性を感じており、改革派の政治家・村木陽介に心酔している。黎に心惹かれるようになり、次第に父と対立するように。その後、家を出て一人暮らしを始める。
あるパーティーで黎と再会。ついに思いを通じるも、その後は拒絶され、菜々美と別れる事になる。これに追い打ちをかけるように父からの報復を受ける事になり、無職へと追い込まれた。財務省を退官して、地方の田舎町で塾を経営する。
澁澤憲司（しぶさわ けんじ）
演 - 永山絢斗（幼少期：大山蓮斗）
一成の次男、仁志の4歳年下の弟。法科大学院を卒業し、現在司法試験浪人。一家のムードメーカー。仁志と別れた菜々美と急接近し、父に「菜々美と結婚したい」と打ち明ける。ついに司法試験にも合格し、菜々美と結婚。

### 財務省
柳原浩和（やなぎはら ひろかず）
演 - 阪田マサノブ
総合政策課課長。仁志の上司。仁志が公務員制度改革案を提出してきたことを一成に報告する。
宮川裕孝
演 - 天野義久
井本直樹
演 - 吉田ウーロン太
上記2名は仁志の部下。
小宮香織
演 - 新澤泉
主計局長担当秘書。
佐野誠也（さの せいや）
演 - 小野了
大臣官房参事官。
伊佐野一輝
演 - 鶴田忍
財務大臣。

### その他
後藤菜々美（ごとう ななみ）
演 - 梅舟惟永
仁志の高校時代からの友人。交際中の仁志との結婚を夢見ている。仁志を「ジックン」と呼ぶ。芥川賞作家。
黎が一成と結婚したのには何か魂胆があるのではないかと疑う。再三、仁志に忠告したものの結局彼と別れ、黎と渋澤家の家族をモデルにした小説『ガラスの家』を発表。その後、憲司と急接近して結婚、彼との子を妊娠している。
森田文彦（もりた ふみひこ）
演 - 鈴木裕樹
仁志の大学時代の友人。新聞記者。
尾中寛子（おなか ひろこ）
演 - 菊池桃子
元財務省主計局秘書。現在はスポーツクラブを経営。一成の元愛人で黎の行動をつぶさに一成に告げ口し、一成の復讐を後押ししたが、これを黎には一切伝えないなど、とてつもなく狡猾で強かな女。
村木陽介（むらき ようすけ）
演 - 片岡愛之助
日本改革党党首。公務員制度改革の必要性を訴える国会議員。一成の策略によって追い詰められ、自分を慕う仁志を追い出す事を条件に懐柔され、支援を受ける事になる。
栗山荘一郎
演 - 国広富之
内閣総理大臣。

### ゲスト
複数話・単話登場の場合は演者名の横の括弧（）内に表記
第3話
泉田華子（いずみだ はなこ）
演 - 朝倉えりか
仁志の見合い相手。父は外務省官僚。
第6話
稲木覚
演 - 小林隆
東京高等検察庁検事長。
生田将司
演 - 境賢一
黎の遠縁。東前橋市役所建設部管理課長。
第8話
永谷隆史
演 - 天宮良（最終話）
花屋経営者。尾中の紹介で黎を雇い入れる。
新藤淳
演 - 佐久間哲
森田の将来性に期待し、栗山内閣批判を書いた部下を庇う。
尾上昌樹
演 - 永田耕一
文部科学省事務次官。一成の策略に手を貸す。
花見沢みどり
演 - 海老瀬はな（最終話）
教育評論家。一成が裏で手を回し用意させた村木の対抗馬。

## スタッフ
- 脚本 - 大石静
- 音楽 - 都倉俊一
- 演出 - 渡邊良雄、渡辺一貴
- 主題歌 - 西野カナ「さよなら」（エスエムイーレコーズ）
- 美術 - 深尾高行
- 撮影 - 熊木良次
- フラワーデザイン指導 - ニコライ・バーグマン
- マナー指導 - 西出博子
- 制作統括 - 屋敷陽太郎
- 制作著作 - NHK

## 放送日程
| 各話   | 放送日   | サブタイトル | 演出     |
| ------ | -------- | ------------ | -------- |
| 第1回  | 09月03日 | 美しき魔物   | 渡邊良雄 |
| 第2回  | 09月10日 | ふたりの月   | 渡邊良雄 |
| 第3回  | 09月17日 | 曖昧なキス   | 渡邊良雄 |
| 第4回  | 09月24日 | 家を出よう   | 渡辺一貴 |
| 第5回  | 10月01日 | 金の靴       | 渡辺一貴 |
| 第6回  | 10月08日 | 抱擁         | 渡辺一貴 |
| 第7回  | 10月15日 | 許して…      | 渡辺一貴 |
| 第8回  | 10月22日 | 新しい道     | 渡邊良雄 |
| 最終回 | 10月29日 | 決意         | 渡邊良雄 |